# Hagen Kleinert
Hagen Kleinert (Festenberg, Silésia, hoje Twardogóra, Polónia, 15 de junho de 1941) é um físico teórico alemão. Kleinert, que é autor de mais de 360 publicações em revistas científicas, recebeu em 2008 o Prêmio Max Born.
Kleinert estudou física entre 1960 e 1963 na Universidade de Hanôver e continuou os seus estudos em diversas universidades nos Estados Unidos. Em 1967 concluiu o doutorado na  Universidade do Colorado. Desde 1969 é professor na Universidade Livre de Berlim.

## Biografia
Hagen Kleinert escreveu vários trabalhos importantes em diversos ramos da física, como por exemplo, física matemática, física de
partículas elementares, física nuclear, física do estado sólido, cristais líquidos, biomembranas, polímeros e teoria do mercado financeiro. Ele é autor de vários livros sobre física teórica, sendo o mais notável Path Integrals in Quantum Mechanics, Statistics and Polymer Physics and Financial Market, que está em sua quarta edição, com a primeira tendo sido publicada em 1990. As duas últimas edições contém capítulos sobre a aplicação de integrações funcionais ao mercado financeiro. Este livro foi muito bem recebido pela crítica especializada.
Em 1972 Kleinert foi professor visitante no Caltech (Instituto de Tecnologia da Califórnia) e ficou muito impressionado pelo grande físico Richard Feynman. Anos depois, Kleinert descobriu como aplicar as integrais de Feynman no cálculo das propriedades quânticas do átomo de hidrogênio.
Esse trabalho estendeu a variedade de aplicações da técnica de Feynman. Mais tarde,
Kleinert tornou-se um colaborador de Feynman em um de seus últimos trabalhos.
A parceria com Feynman resultou no método matemático para se converter uma expansão perturbativa divergente com acoplamento fraco em uma expansão convergente com acoplamento forte, método este conhecido como Teoria de Perturbação Variacional  levando a mais precisa teoria de expoentes críticos do momento. Tal previsão é observável na vizinhança das transições de fase de segunda ordem, como confirmado pelos experimentos com Hélio superfluido num satélite.
Com uma teoria quântica de campos aplicada aos quarks, encontrou a origem da álgebra dos resíduos de Regge conjecturada por Nicola Cabibbo, L. Horwitz, e Yuval Ne'eman.
Em cooperação com K. Maki elucidou a estrutura de fase icosaédrica dos quasicristais.
Em 1982 demonstrou que existe um ponto tricrítico no diagrama de fase de um supercondutor. Este ponto tricrítico também separa supercondutores de tipo I e tipo II. Neste ponto a transição de fase muda de segunda para primeira ordem. Este resultado foi confirmado em 2002 por simulações de Monte Carlo.
Tal teoria tem como base uma teoria de campos para a fase desordenada que foi desenvolvida por Kleinert no livro Gauge Fields in Condensed Matter. Nesta teoria as propriedades estatísticas dos vórtices flutuantes ou defeitos cristalográficos são descritas como excitações elementares com a ajuda de campos, cujos diagramas de Feynman são uma representação direta das linhas de defeitos.
A teoria de campos para a fase desordenada é uma versão dual da teoria de campos para a fase ordenada que fora desenvolvida  para transições de fase pelo físico russo Lev Landau.
Durante a escola de verão de Erice de 1978 Kleinert propôs a existência da quebra de supersimetria em núcleos atômicos, que foi observada experimentalmente.
Sua teoria de campos coletivos e a hadronização de Teorias de Quarks são protótipos para várias descobertas na teoria da matéria condensada,
física nuclear e física de partículas elementares.
Em 1986 ele introduziu a noção de rigidez em teoria de cordas, que normalmente possui somente tensão. Deste modo as propriedas físicas das cordas foram consideravelmente aperfeiçoadas. Uma vez que o físico russo A. Polyakov a propôs independentemente numa teoria similar, o resultado é hoje conhecido como teoria de cordas de Polyakov-Kleinert
Com o colaborador A. Chervyakov, Kleinert desenvolveu uma generalização da teoria de distribuições em espaços lineares para semigrupos, definindo também seus produtos de forma unívoca (na teoria matemática apenas combinações lineares são definidas). A generalização foi possível através do requerimento físico de que a formulação de integral de caminho deve ser invariante sob transfomações de coordenadas. Esta propriedade é necessária para a equivalência entre a formulação de integral funcional e a teoria de Schrödinger.
Kleinert é membro sénior do International Relativistic Astrophysics Ph.D. Project (IRAP) e também participa do projeto Cosmologia no Laboratório da European Science Foundation.

## Obras
- Gauge Fields in Condensed Matter, Vol. I,  "SUPERFLOW AND VORTEX LINES; Disorder Fields, Phase Transitions,", p. 1-742, World Scientific (Singapura, 1989);  Paperback ISBN 9971-50-210-0  (online)
- Gauge Fields in Condensed Matter, Vol. II,  "STRESSES AND DEFECTS; Differential Geometry, Crystal Melting", p. 743-1456,  World Scientific (Singapur, 1989);  Paperback ISBN 9971-50-210-0  (online)
- Path Integrals in Quantum Mechanics, Statistics, and Polymer Physics, World Scientific, Singapura 1990
- Pfadintegrale in Quantenmechanik, Statistik und Polymerphysik. Mannheim 1993
- Path Integrals in Quantum Mechanics, Statistics, and Polymer Physics, 2. edição, World Scientific, Singapura 1995
- Critical Properties of φ4-Theories, World Scientific (Singapura, 2001);  Paperback ISBN 981-02-4658-7  (online)
- Path Integrals in Quantum Mechanics, Statistics, Polymer Physics, and Financial Markets, 5. Auflage, World Scientific (Singapore, 2006) (online)
- Multivalued Fields in  in Condensed Matter, Electrodynamics, and Gravitation,  World Scientific (Singapura, 2008) (online)